# Karolina Winkowska
Karolina Winkowska (* 13. Oktober 1990) ist eine polnische Kitesurferin.

## Werdegang
Karolina Winkowska war in ihrer Jugend im Snowboarden aktiv und wurde zweifache polnische Meisterin (Boarder Cross und Big Air).
Sie fing 2004 mit dem Kitesurfen an.
2007 und 2008 wurde sie Dritte bei der Weltmeisterschaft. Sie startet heute als Profi in der World Tour der Professional Kiteboard Riders Association (PKRA) in der Disziplin Freestyle. 
2012 wurde sie Freestyle-Weltmeisterin.
Die viermalige polnische Meisterin wurde 2013 in der PKRA-Weltmeisterschaftswertung hinter der Spanierin Gisela Pulido Freestyle-Vize-Weltmeisterin.

## Sportliche Erfolge
| Datum/Jahr    | Rang | Wettbewerb          | Austragungsort     | Bemerkung                                                                   |
| ------------- | ---- | ------------------- | ------------------ | --------------------------------------------------------------------------- |
| 6. Nov. 2013  | 2    | World Cup Freestyle | Haikou             | Winkowska sichert sich in China den Titel der Freestyle-Vize-Weltmeisterin. |
| Juli 2013     | 6    | World Cup Freestyle | Sankt Peter-Ording |                                                                             |
| 29. Juni 2013 | 2    | World Cup Freestyle | Marsala            | Zweite hinter der Spanierin Gisela Pulido                                   |
| Juli 2012     | 1    | World Cup Freestyle | Fuerteventura      |                                                                             |